# Парва (Бистрица-Насауд)
Парва (рум. Parva) насеље је у Румунији у округу Бистрица-Насауд у општини Парва. Oпштина се налази на надморској висини од 622 m.

## Становништво
Према подацима из 2002. године у насељу је живело 2653 становника, од којих су сви румунске националности.

### Хронологија
| Година       | 1992 | 1993 | 1994 | 1995 | 1996 | 1997 | 1998 | 1999 | 2000 | 2001 | 2002 | 2003 | 2004 | 2005 | 2006 | 2007 | 2008 | 2009 | 2010 | 2011 | 2012 | 2013 | 2014 | 2015 | 2016 | 2017 |
| ------------ | ---- | ---- | ---- | ---- | ---- | ---- | ---- | ---- | ---- | ---- | ---- | ---- | ---- | ---- | ---- | ---- | ---- | ---- | ---- | ---- | ---- | ---- | ---- | ---- | ---- | ---- |
| Становништво | 2958 | 2926 | 2899 | 2930 | 2944 | 2929 | 2885 | 2835 | 2782 | 2783 | 2772 | 2752 | 2742 | 2769 | 2735 | 2735 | 2686 | 2674 | 2671 | 2621 | 2642 | 2637 | 2603 | 2605 | 2594 | 2596 |